# Nicole Clerico
Nicole Clerico (* 8. März 1983 in Cuneo) ist eine ehemalige italienische Tennisspielerin.

## Karriere
Clerico begann mit acht Jahren mit dem Tennisspielen und ihr bevorzugter Belag ist Sand. Sie spielte vor allem auf der ITF Women’s World Tennis Tour, wo sie 27 Titel im Doppel gewonnen hat.

## Turniersiege

### Doppel
| Nr. | Datum              | Turnier                 | Kategorie   | Belag             | Partnerin              | Finalgegnerinnen                                 | Ergebnis          |
| --- | ------------------ | ----------------------- | ----------- | ----------------- | ---------------------- | ------------------------------------------------ | ----------------- |
| 1.  | 6. November 2004   | Rom                     | ITF $10.000 | Sand              | Stefania Chieppa       | Valentina Sulpizio Sandra Záhlavová              | 3:6, 6:4, 6:2     |
| 2.  | 1. Oktober 2005    | Volos                   | ITF $10.000 | Teppich           | Katariina Tuohimaa     | Katalin Marosi Marina Tavares                    | 6:4, 6:2          |
| 3.  | 6. November 2005   | Pune                    | ITF $10.000 | Hartplatz         | Xenija Palkina         | Rushmi Chakravarthi Sai Jayalakshmy Jayaram      | 7:5, 7:67         |
| 4.  | 28. Januar 2006    | Neu Delhi               | ITF $10.000 | Hartplatz         | Xenija Palkina         | Ankita Bhambri Rushmi Chakravarthi               | ohne Spiel        |
| 5.  | 11. Juli 2006      | Imola                   | ITF $10.000 | Hartplatz         | Xenija Palkina         | Maria Luiza Craciun Elena Vianello               | 6:3, 6:0          |
| 6.  | 30. September 2006 | Thessaloniki            | ITF $10.000 | Sand              | Alexandra Panowa       | Amra Sadikovic Stefanie Vögele                   | 6:4, 7:68         |
| 7.  | 11. August 2007    | Wrexham                 | ITF $10.000 | Hartplatz         | Verdiana Verardi       | Katharina Brown Tara Iyer                        | 6:4, 6:3          |
| 8.  | 18. August 2007    | Savitaipale             | ITF $10.000 | Sand              | Davinia Lobbinger      | Marcella Koek Marina Melnikowa                   | 7:64, 7:5         |
| 9.  | 29. September 2007 | Thessaloniki            | ITF $10.000 | Sand              | Anna Koumantou         | Olga Brózda Sylwia Zagorska                      | 4:6, 6:4, [11:9]  |
| 10. | 25. November 2007  | Sintra                  | ITF $25.000 | Sand (Halle)      | Teliana Pereira        | Joana Cortez Roxane Vaisemberg                   | 6:4, 6:2          |
| 11. | 23. Februar 2008   | Melilla                 | ITF $10.000 | Hartplatz         | Martina Caciotti       | Melisa Cabrera-Handt Monika Krauze               | 3:6, 7:65, [10:8] |
| 12. | 15. März 2008      | Ramat Hasharon          | ITF $10.000 | Hartplatz         | Lena Litvak            | Katie Ruckert Aude Vermoezen                     | 6:3, 6:1          |
| 13. | 27. September 2008 | Volos                   | ITF $10.000 | Teppich           | Mika Urbančič          | Justyna Jegiołka Milica Tomic                    | 6:2, 6:1          |
| 14. | 25. April 2009     | Torrent                 | ITF $10.000 | Sand              | Martina Caciotti       | Lara Arruabarrena Carla Roset-Franco             | 7:5, 0:6, [11:9]  |
| 15. | 10. Oktober 2009   | Podgorica               | ITF $25.000 | Sand              | Karolina Kosińska      | Karolina Jovanović Teodora Mirčić                | 6:74, 6:4, [10:4] |
| 16. | 16. November 2009  | Pune                    | ITF $50.000 | Hartplatz         | Anastassija Wassyljewa | Nina Brattschikowa Xenija Palkina                | 4:6, 6:3, [13:11] |
| 17. | 13. Februar 2010   | Eilat                   | ITF $10.000 | Hartplatz         | Martina Caciotti       | Renata Bakieva Janina Darischina                 | 6:1, 6:3          |
| 18. | 17. Juli 2010      | Imola                   | ITF $10.000 | Teppich           | Maria Masini           | Gioia Barbieri Maria-Belen Corbalan              | 6:4, 6:1          |
| 19. | 15. August 2010    | Koksijde                | ITF $25.000 | Sand              | Justine Ozga           | Lara Arruabarrena Vecino María Teresa Torró Flor | 5:7, 6:4, [10:6]  |
| 20. | 29. Januar 2011    | Kolkata                 | ITF $10.000 | Sand              | Dalila Jakupović       | Ankita Raina Poojashree Venkatesha               | 6:3, 6:1          |
| 21. | 12. März 2011      | Madrid                  | ITF $10.000 | Sand              | Leticia Costas         | Evelyn Mayr Julia Mayr                           | 6:0, 6:1          |
| 22. | 30. Juli 2011      | Bad Saulgau             | ITF $25.000 | Sand              | Marina Abramović       | Catalina Castaño Mariana Duque Mariño            | 6:3, 5:7, [10:7]  |
| 23. | 21. April 2012     | Bol                     | ITF $10.000 | Sand              | Anais Laurendon        | Jesika Malečková Tereza Smitková                 | 6:2, 6:0          |
| 24. | 23. September 2012 | Podgorica               | ITF $50.000 | Sand              | Anna Zaja              | Mailen Auroux María Irigoyen                     | 4:6, 6:3, [11:9]  |
| 25. | 6. April 2013      | Dijon                   | ITF $15.000 | Hartplatz (Halle) | Giulia Gatto-Monticone | Eliza Kostowa Marina Shamayko                    | 6:4, 6:2          |
| 26. | 22. Juli 2013      | Les Contamines-Montjoie | ITF $25.000 | Hartplatz         | Nikola Fraňková        | Amandine Hesse Vanesa Furlanetto                 | 3:6, 7:65, [10:8] |
| 27. | 1. März 2014       | Beinasco                | ITF $25.000 | Sand (Halle)      | Giulia Gatto-Monticone | Jocelyn Rae Anna Smith                           | 6:1, 5:7, [13:11] |